# مارینا فرناندز
مارینا فرناندز (انگلیسی: Marina Fernández؛ زادهٔ ۱۱ مهٔ ۱۹۹۶) بازیکن فوتبال اهل آندورا است.
وی همچنین در تیم ملی فوتبال Andorra بازی کرده‌است.